# Sørvágur (gmina)
Sørvágur (far. Sørvágs kommuna) – gmina na Wyspach Owczych, duńskim terytorium zależnym na Oceanie Atlantyckim. Sąsiaduje z Vága kommuna. Siedzibą jej władz jest Sørvágur.
Gmina zajmuje wschodnią część wyspy Vágar oraz wyspę Mykines, wraz z przybrzeżnymi wysepkami oraz szkierami. Zajmuje powierzchnię 84,5 km².
Według danych na 1 stycznia 2014 gminę zamieszkuje 1 095 osób.

## Historia
W 1872 roku powstała Vága Prestagjalds kommuna, obejmująca obszar regionu Vágar. W 1915 roku podzieliła się ona na cztery mniejsze gminy, w tym Sørvágs kommuna. 1 stycznia 2005 roku przeprowadzono na Wyspach Owczych redukcję liczby gmin, wskutek czego do Sørvágs kommuna włączone zostały dwie jednostki administracyjne: Bíggjar kommuna (północno-zachodnia część wyspy Vágar) oraz Mykinesar kommuna (wyspa Mykines). Jej powierzchnia zwiększyła się ponad dwukrotnie.

## Populacja
Obecnie gminę zamieszkuje 1 095 osób. Współczynnik feminizacji wynosi tam ponad 98 (na 543 kobiety przypada 552 mężczyzn). 28% społeczeństwa stanowią osoby poniżej dwudziestego roku życia, natomiast 24,5% ludzie, którzy przekroczyli sześćdziesiąty rok życia. Największą grupą w przedziałach dziesięcioletnich są osoby w wieku 40-49 lat (14,70%), drugą zaś ludzie w wieku 10-19 lat (14,34%).
Liczba ludności gminy liczona jest od roku 1960 w ramach jej ówczesnych granic. Wynosiła ona wówczas 928 ludzi i wzrastała (958 osób w 1970) do 1977, kiedy wyniosła 973 osoby. Następnie zaobserwowano krótkotrwały spadek liczby mieszkańców (966 osób w 1983), która ostatecznie zaczęła rosnąć (968 ludzi w 1985) do 1 004 osób w 1990 roku. W latach 90. Wyspy Owcze dotknął kryzys gospodarczy, przez który wielu mieszkańców zdecydowało się wyemigrować z archipelagu. Populacja gminy Sørvágur zmniejszyła się do 911 osób w 1995 roku i 886 ludzi w 2000. W roku 2005 po włączeniu innych jednostek administracyjnych liczba ludności wyniosła 1 081 i po krótkotrwałym okresie wzrostu (1 139 osób w 2005 roku) ponownie zaczęła maleć.

## Polityka
Burmistrzem gminy jest Sune Jacobsen z Partii Ludowej. Prócz niego w gmina posiada sześciu radnych, wybieranych w wyborach powszechnych. Ostatnie wybory samorządowe odbyły się w 2012 roku, a ich wyniki dla gminy Sørvágur przedstawiały się następująco:
| Lista | Nazwa partii                    | Głosy | Procent | Mandaty | Mandaty |
| ----- | ------------------------------- | ----- | ------- | ------- | ------- |
| A     | Partia Ludowa (Fólkaflokkurin)  | 356   | 52,28   | 4       | +2      |
| B     | Partia Unii (Sambandsflokkurin) | 325   | 47,72   | 3       | 0       |
|       | Suma                            | 274   | 100     | 7       | 0       |

| Lista A        | Lista A                  | Lista A        | Lista B           | Lista B              | Lista B           |
| Fólkaflokkurin | Fólkaflokkurin           | Fólkaflokkurin | Sambandsflokkurin | Sambandsflokkurin    | Sambandsflokkurin |
| Nr             | Kandydat                 | Głosy          | Nr                | Kandydat             | Głosy             |
| -------------- | ------------------------ | -------------- | ----------------- | -------------------- | ----------------- |
| 1.             | Sune Jacobsen            | 133            | 1.                | Vinjard Magnussen    | 31                |
| 2.             | Regin Jespersen          | 13             | 2.                | Thordis Skaalum      | 43                |
| 3.             | Randi Zachariasen        | 14             | 3.                | Súni F. Selfoss      | 29                |
| 4.             | Nancy Petsy Magnusdóttir | 11             | 4.                | Ragnar í Haraldstovu | 40                |
| 5.             | Jóhan Frói á Ørg         | 45             | 5.                | Marna Jacobsen       | 31                |
| 6.             | Jákup Suni Lauritsen     | 46             | 6.                | Jákup á Stongum      | 43                |
| 7.             | Jana Thomassen Egholm    | 12             | 7.                | Hugin Skaalum        | 21                |
| 8.             | Hendrik Tórsson Olsen    | 43             | 8.                | Helgi Mouritsen      | 15                |
| 9.             | Evan Nicolaj Hilmarsson  | 12             | 9.                | Barbara R. Mouritzen | 9                 |
| 10.            | Aimé Jacobsen            | 26             | 10.               | Barbara R. Mouritzen | 28                |
|                | Lista                    | 1              |                   | Lista                | 8                 |

Frekwencja wyniosła 83,05% (z 820 uprawnionych zagłosowało 682 osoby). Oddano jedną pustą i żadnej błędnie wypełnionej karty do głosowania.

## Miejscowości wchodzące w skład gminy Sørvágur
| Miejscowość | Liczba mieszkańców (01.01.2014) | Krótki opis | Zdjęcie                                 |
| ----------- | ------------------------------- | --- | --------------------------------------- |
| Bøur        | 73                              | Położona na wybrzeżu, nieopodal szkieru Tindhólmur. Znajduje się tam kościół drewniany z 1865 roku, a także stary cmentarz. | Miejscowość Bøur widziana z lotu ptaka. |
| Gásadalur   | 15                              | Z uwagi na położenie nad wysokim klifem mieszkańcy od początku istnienia miejscowości zajmują się rolnictwem, o czym świadczą między innymi ruiny gospodarstw z okresu średniowiecza - Við Garð oraz Gæsutoftir. W roku 1940 zbudowano schody w dół klifu. W 2004 roku zaś powstał tunel łączący miejscowość z pozostałą częścią wyspy, wcześniej można było się tam dostać jedynie pieszym szlakiem przez góry. | Gásadalur w 2005 roku.                  |
| Mykines     | 13                              | Podczas II wojny światowej mieściła się baza Royal Air Force, a liczba mieszkańców przekraczała 170 osób. Znajduje się tam kościół z 1894 roku, a także szkoła z 1879. Związany był z nią jeden z najbardziej znanych na Wyspach Owczych artystów Sámal Joensen Mikines. Obecnie znajduje się tam wiele domów letniskowych.                                                                                      | Mykines na znaczku pocztowym.           |
| Sørvágur    | 994                             | Siedziba władz gminy. Znajduje się tam port lotniczy Vágar, jedyne lotnisko na Wyspach Owczych. Badania archeologiczne wskazują, iż okolice miejscowości zamieszkiwane były już w roku 1000. Tamtejszy kościół pochodzi z roku 1842. Od 1952 roku działa tam najstarsza na archipelagu fabryka produkująca filety rybne. Znajduje się tam także muzeum historyczne Sørvágs Bygdasavn.                            | Sørvágur w grudniu 2010.                |